# Mostafa Seyed Rezaei
Mostafa Seyed Rezaei Khormizi (* 6. August 1984) ist ein iranischer Radrennfahrer.
Mostafa Seyed Rezaei wurde 2004 Gesamtzweiter bei der Azerbaïjan Tour. Im nächsten Jahr konnte er dort die siebte Etappe für sich entscheiden. In der Saison 2006 wurde er Dritter der Gesamtwertung bei der Tour d’Indonesia. Im Jahr 2008 gewann er eine Etappe bei der Tour of Kerman.

## Erfolge
2005
- eine Etappe Azerbaïjan Tour

2008
- eine Etappe Tour of Kerman

## Teams
- 2007 Discovery Channel-Marco Polo (bis 17. Mai)
- 2007 Islamic Azad Univercity (ab 18. Mai)
- 2008 Islamic Azad Univercity

- 2010 Vali ASR Kerman Team
- 2011 Vali ASR Kerman

- 2014 Pishgaman Yazd